# Domino
Domino este un joc de societate în care jucătorii combină piese. Acestea, în număr de 28, au formă dreptunghiulară, și sunt inscripționate cu un număr de puncte (de la zero la șase). În sec. al XVIII-lea se juca și în Italia.

## Istorie
În China, plăcile timpurii „domino” erau identice din punct de vedere funcțional cu cărțile de joc. O versiune identificabilă a jocurilor de domino chinezești dezvoltată în secolul al XII-lea sau al XIII-lea. Cea mai veche mențiune scrisă a plăcilor de domino din China provine din Evenimentele anterioare din Wulin (adică, capitala Hangzhou ) scrise de autorul dinastiei Yuan (1271–1368) Zhou Mi (1232–1298), care a enumerat譜牌 pupai (plăci de jocuri de noroc ). sau plăci), precum și zarurile ca obiecte vândute de vânzători ambulanți în timpul domniei împăratului Xiaozong al Song (r.1162–1189).  Nu este complet clar că pupaiaici înseamnă plăci de domino, dar Andrew Lo (2000) susține că este plauzibil, deoarece același termen este folosit două secole mai târziu de autorul Ming Lu Rong (1436–1494) într-un context care descrie clar plăcile de domino (în ceea ce privește un povestea unui pretendent care a câștigat mâna unei fecioare scoțând patru pupai câștigători dintr-un set).  Cel mai vechi manual cunoscut despre domino este Manualul perioadei Xuanhe ( 《宣和牌譜》 ) scris de Qu You (1341–1427),  dar unii savanți chinezi cred că acest manual este un fals dintr-un mai tarziu.
În Encyclopedia of a Myriad of Treasures, Zhang Pu (1602–1641) a descris jocul de a așeza domino-ul drept pupai , deși caracterul pentru pu se schimbase,  totuși a păstrat o pronunție similară.  Jocurile de domino tradiționale chinezești includ Tien Gow, Pai Gow, Che Deng și altele. Setul de domino chinezesc de 32 de piese, realizat pentru a reprezenta fiecare posibilă față a două zaruri aruncate și, prin urmare, nu are fețe goale, diferă de setul de domino de 28 de piese găsit în Occident la mijlocul secolului al XVIII-lea. Dominourile chinezești cu fețe goale erau cunoscute în secolul al XVII-lea.  Fiecare domino a reprezentat inițial unul dintre cele 21 de rezultate ale aruncării a două zaruri cu șase fețe (2d6). O jumătate din fiecare domino este setată cu sâmburi de la un zar, iar cealaltă jumătate conține sâmburi de la al doilea zar. Seturile chinezești introduc și duplicate ale unor aruncări și împart plăcile în două costume: militar și civil. Dominourile chinezești sunt, de asemenea, mai lungi decât cele europene tipice.

## Construcția și alcătuirea seturilor de domino
Piesele de domino în stil european sunt realizate în mod tradițional din os, buze argintii de coajă de stridii de perle oceanice (sicret), fildeș sau un lemn de esență tare închis, cum ar fi abanosul, cu sâmburi albi sau negri contrastanți ( încrustate sau pictate ). Unele seturi au grosimea jumătății superioare din MOP, fildeș sau os, cu jumătatea inferioară din abanos. Alternativ, seturile de domino au fost realizate din mai multe materiale naturale diferite: piatră (de exemplu, marmură, granit sau piatră de săpun ); alte păduri (de exemplu, frasin , stejar , sequoia și cedru ); metale (de exemplu, alamă sau cositor); argilă ceramică , sau chiar sticlă mată sau cristal. Aceste seturi au un aspect mai nou, iar greutatea adesea mai mare le face să se simtă mai substanțiale; de asemenea, astfel de materiale și produsele rezultate sunt de obicei mult mai scumpe decât materialele polimerice.

Seturile de domino comerciale moderne sunt de obicei realizate din materiale sintetice, cum ar fi ABS sau materiale plastice din polistiren , sau bachelit și alte rășini fenolice ; multe seturi aproximează aspectul și senzația fildeșului, în timp ce altele folosesc materiale plastice colorate sau chiar translucide pentru a obține un aspect mai contemporan. Seturile moderne folosesc de obicei o culoare diferită pentru punctele fiecărei valori finale diferite (punctele cu un singur punct ar putea avea sâmburi negre, în timp ce cele două puncte pot fi verzi, trei roșii etc.) pentru a facilita găsirea capetelor potrivite. Ocazional, s-ar putea găsi un set de domino făcut din carduri ca acesta pentru cărți de joc. Astfel de seturi sunt ușoare, compacte și ieftine, iar cardurile similare sunt mai susceptibile la perturbări minore, cum ar fi o briză bruscă. Uneori, plăcile au un știft metalic (numit spinner sau pivot) în mijloc.
Setul tradițional de domino conține o piesă unică pentru fiecare combinație posibilă de două capete cu zero până la șase puncte și este cunoscut ca un set dublu-șase deoarece piesa de cea mai mare valoare are șase sâmburi la fiecare capăt („dublu șase”). Petele de la unu la șase sunt în general aranjate așa cum sunt pe zaruri cu șase fețe, dar deoarece sunt folosite capete goale fără pete, sunt posibile șapte fețe, permițând 28 de piese unice într-un set dublu cu șase.
Totuși, acesta este un număr relativ mic mai ales când se joacă cu mai mult de patru persoane, așa că multe seturi de domino sunt „extinse” prin introducerea capetelor cu un număr mai mare de pete, ceea ce crește numărul de combinații unice de capete și astfel de piese. Fiecare set progresiv mai mare crește numărul maxim de sâmburi la un capăt cu trei; deci seturile extinse comune sunt dublu-nouă (55 plăci), dublu-12 (91 plăci), dublu-15 (136 plăci) și dublu-18 (190 plăci), care este maximul în practică. Seturi mai mari, cum ar fi dublu-21 (253 de piese) ar putea exista teoretic, dar par a fi extrem de rare, dacă nu chiar inexistente, deoarece ar fi mult mai mult decât este necesar în mod normal pentru majoritatea jocurilor de domino, chiar și cu opt jucători. Pe măsură ce setul devine mai mare, identificarea numărului de sâmburi de pe fiecare domino devine mai dificilă.